# Edi Sylisufaj
Edi Sylisufaj, född 8 mars 2000, är en svensk-kosovansk fotbollsspelare som spelar för Landskrona BoIS.

## Karriär
Sylisufajs moderklubb är Falkenbergs FF, för vilka han började spela som sexåring. Säsongen 2016 blev han historisk, som första spelare född på 2000-talet att spela i Allsvenskan. Efter att först ha funnits med i truppen i hemmamötet mot GIF Sundsvall kom debuten i den efterföljande omgången, när han i mötet med IFK Norrköping, den 23 oktober, fick göra ett inhopp i den 89:e matchminuten.
I januari 2017 belönades Eli Sylisufaj med ett seniorkontrakt i Falkenbergs FF, då han skrev på ett treårskontrakt med klubben. I september 2019 förlängde Sylisufaj sitt kontrakt fram över säsongen 2022.
I augusti 2021 blev Sylisufaj klar för IK Sirius på lån. I januari 2022 skrev han på ett permanent avtal med Sirius som sträcker sig över säsongen 2025.
I augusti 2023 blev Sylisufaj klar för Örgryte IS på lån. I mars 2024 blev Sylisufaj klar för ytterligare en utlåning till Örgryte.
I juli 2024 skrev Sylisufaj på för Landskrona BoIS.

## Karriärstatistik
| Klubb              | Säsong             | Liga               | Liga    | Liga | Svenska cupen | Svenska cupen | Totalt  | Totalt |
| Klubb              | Säsong             | Division           | Matcher | Mål  | Matcher       | Mål           | Matcher | Mål    |
| ------------------ | ------------------ | ------------------ | ------- | ---- | ------------- | ------------- | ------- | ------ |
| Falkenbergs FF     | 2016               | Allsvenskan        | 3       | 0    | 0             | 0             | 3       | 0      |
| Falkenbergs FF     | 2017               | Superettan         | 5       | 2    | 3             | 0             | 8       | 2      |
| Falkenbergs FF     | 2018               | Superettan         | 6       | 0    | 1             | 0             | 7       | 0      |
| Falkenbergs FF     | 2019               | Allsvenskan        | 19      | 1    | 4             | 2             | 23      | 3      |
| Falkenbergs FF     | 2020               | Allsvenskan        | 25      | 7    | 4             | 1             | 29      | 8      |
| Falkenbergs FF     | Totalt             | Totalt             | 58      | 10   | 12            | 3             | 70      | 13     |
| IK Sirius          | 2021 (lån)         | Allsvenskan        | 15      | 3    | 1             | 1             | 16      | 4      |
| IK Sirius          | 2022               | Allsvenskan        | 27      | 1    | 3             | 0             | 30      | 1      |
| IK Sirius          | 2023               | Allsvenskan        | 0       | 0    | 3             | 2             | 3       | 2      |
| IK Sirius          | Totalt             | Totalt             | 42      | 4    | 7             | 3             | 49      | 7      |
| Totalt i karriären | Totalt i karriären | Totalt i karriären | 100     | 14   | 19            | 6             | 119     | 20     |